# Peridea tangens
Peridea tangens är en fjärilsart som beskrevs av Barend J. Lempke 1959. Peridea tangens ingår i släktet Peridea och familjen tandspinnare. Inga underarter finns listade i Catalogue of Life.